# Borisovo (Novo Selo)
Pour les articles homonymes, voir Borisovo.
Borisovo (en macédonien Борисово) est un village du sud-est de la Macédoine du Nord, situé dans la municipalité de Novo Selo. Le village comptait 409 habitants en 2002.

## Démographie
Lors du recensement de 2002, le village comptait :
- Macédoniens : 408
- Serbes : 1